# Юрий Наримунтович
Юрий Наримунтович (род. около 1326 — умер после 1398) — князь белзский (1348—1377, 1383—1387) и холмский (1366—1370), младший сын князя пинского Наримунта (ум. 1348) и внук великого князя литовского Гедимина.

## Биография
В 1348 году Юрий Наримунтович получил в удельное владение северные земли Галицко-Волынского княжества (замки Белз и Рожин), занятого Великим княжеством Литовским. Как князь белзский признавал сюзеренитет великого князя литовского.
В 1352 году князь Юрий Наримунтович успешно оборонял город Белз на Волыни от польско-венгерских войск под командованием короля Венгрии Людовика (Лайоша) Великого, но вынужден был признать формальную зависимость от последнего. По условиям перемирия Юрий Наримунтович получил во владение город Кременец, который находился в совместном управлении Польши и Великого княжества Литовского.
В 1366 году как князь белзский и холмский признал себя вассалом короля Польши Казимира III Великого, который передал ему во владение Холмское княжество, занятое поляками.
В 1370 году после смерти короля Польши Казимира Великого и вступления на польский трон Людовика Великого князь Юрий Наримунтович разорвал вассальные отношения с Польшей. 
В 1376 году он принимал участие в разорительном походе литовских князей Кейстута и Любарта на Малопольшу, доходя до Сандомира и Тарнува. 
В 1377 году с результате карательной экспедиции Людовика (Лайоша) Великого Юрий Наримунтович лишился своих владений, сохранив за собой только Любачув. Крепости Юрия Наримунтовича Грабовец, Хелм, Белз, Городло, Всеволож были присоединены к владениям венгерского короля. 

В "Ливонской хронике" Германа Вартберга это событие описывается следующим образом: 
"В том же году, в то же время, король венгерский был с многочисленным войском в землях неверных, а именно ладемарскихе. Опустошив часть их, тот же король осадил замок Бельзе, в котором было местопребывание Георга, сына Нарманте. Однако, когда король простоял около замка почти семь недель, Георг начал бояться опасности для себя и своих, и уступил королю замок вместе с землею и людьми. Король принял замок и отдал его своим польским советникам. И так этот замок, в котором жили еретики, принадлежит теперь к венгерской короне. Король затем взял с собой Георга с женой и сыновьями, и подарил ему взамен замок в Венгрии с людьми, землей и со всем к нему принадлежащими владениями и имуществом. Во время осады вышеуномянутаго замка, король послал отряд, завоевавший два другие русские замка". 
В 1378—1379 годах он находился в Венгрии.
В 1379 году Юрий Наримунтович был отправлен великим князем литовским Ягайло Ольгердовичем в Великий Новгород, где он от имени ВКЛ принял власть. Хотя новгородцы хорошо приняли князя, они остались верными великому князю московскому Дмитрию Донскому.
В 1386 году князь Юрий Наримунтович участвовал в церемонии коронации великого князя литовского Владислава Ягелло в Кракове. В 1388 году он перешел на сторону тевтонских рыцарей-крестоносцев. С 1392 года Юрий Наримунтович находился на службе великого князя литовского Витовта.
Возможно, что как Юрий Нос Васильевич Наримунтович, князь Пинский, он участвовал со стороны великого князя литовского Витовта в подписании в 1398 году Салинского договора с Тевтонским орденом.